# Ichtratzheim
Ichtratzheim (Ichterze en alsacien) est une commune française située dans la circonscription administrative du Bas-Rhin et, depuis le 1er janvier 2021, dans le territoire de la Collectivité européenne d'Alsace, en région Grand Est.
Cette commune se trouve dans la région historique et culturelle d'Alsace.

## Géographie
Ichtratzheim se situe à 15 km au sud de Strasbourg et à 8 km au nord d'Erstein, sur les rives de la Petite Ill  et de la «Scheer, en bordure du bois du Niederwald.
| Lipsheim   | [            | Fegersheim |
| Hindisheim | Ichtratzheim | Eschau     |
| Limersheim |              | Hipsheim   |

La partie Est du ban communal se situe dans la zone caractéristique du "Grand ried d'Alsace" constituée d’un socle d’alluvions des Vosges et du Rhin, recouvert depuis 10 000 ans et jusqu’à nos jours de limons de l’Ill. Cette zone était sous l’influence des crues de l’Ill qui l’ont façonnée.
La partie Ouest du ban se situe dans la zone caractéristique de la “Plaine d’Alsace”, constituée de Lœss würmiens, liée à la glaciation du Würm,  il y a 120,000 ans.

### Hydrographie

#### Réseau hydrographique
La commune est dans le bassin versant du Rhin au sein du bassin Rhin-Meuse. Elle est drainée par l'Andlau, le ruisseau la Scheer et la Petite Ill,.
L'Andlau, d'une longueur de 42 km, prend sa source dans la commune de Le Hohwald et se jette  dans l'Ill à Illkirch-Graffenstaden, après avoir traversé 21 communes. 
La Scheer, d'une longueur de 40 km, prend sa source dans la commune de Scherwiller et se jette  dans l'Andlau à Fegersheim, après avoir traversé 20 communes. 

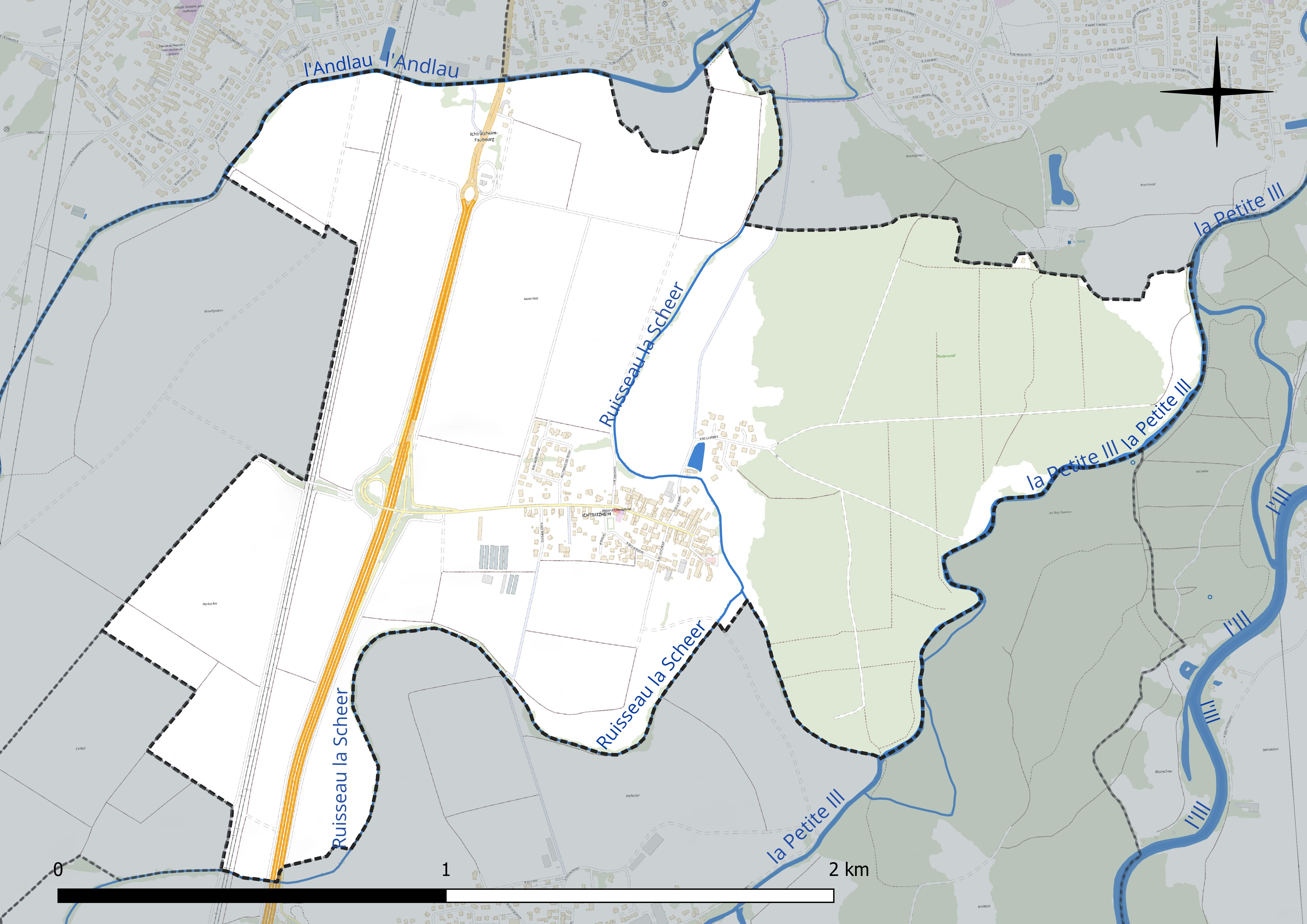
Réseau hydrographique d'Ichtratzheim.

#### Gestion et qualité des eaux
Le territoire communal est couvert par le schéma d'aménagement et de gestion des eaux (SAGE) « Ill Nappe Rhin ». Ce document de planification concerne la nappe phréatique rhénane, les cours d'eau de la plaine d'Alsace et du piémont oriental du Sundgau, les canaux situés entre l'Ill et le Rhin et les zones humides de la plaine d'Alsace. Le périmètre s’étend sur 3 596 km2. Il a été approuvé le 17 janvier 2005. La structure porteuse de l'élaboration et de la mise en œuvre est la région Grand Est. 
La qualité des cours d’eau peut être consultée sur un site dédié géré par les agences de l’eau et l’Agence française pour la biodiversité.

#### Risques d'inondation
La vallée de l'Ill comme l'ensemble du département a connu plusieurs inondations importantes. On peut citer au 20e siècle, les crues de 1910, 1919, 1947, 1955, 1983 et 1990 notamment qui ont causé de nombreux dégâts (destructions de ponts, inondations de zones industrielles et d’ agglomérations). Les inondations de l'Ill ont lieu essentiellement en période hivernale et printanière à la suite de pluies abondantes parfois associées à la fonte du manteau neigeux. Les crues de 1983 et de 1990 ont présenté une période de retour entre 20 et 50 ans. Afin d'anticiper et de gérer une éventuelle inondation, un Plan de prévention des risques d'inondation de l'lll  a été approuvé par arrêté préfectoral le 30 janvier 2020. 
27 % de la superficie du ban communal sont concernés par le risque inondation. La commune n’est toutefois que très peu affectée par les inondations. Seules quelques habitations rue de l’Étang sont légèrement touchées. De plus, s’agissant d’inondation en cas de rupture des ouvrages d’Erstein, on parle de sur-aléa. Le risque pour la population et les biens est négligeable.

### Climat
Pour des articles plus généraux, voir Climat du Grand Est et Climat du Bas-Rhin.
En 2010, le climat de la commune est de type climat des marges montargnardes, selon une étude du Centre national de la recherche scientifique s'appuyant sur une série de données couvrant la période 1971-2000. En 2020, Météo-France publie une typologie des climats de la France métropolitaine dans laquelle la commune est exposée à un climat semi-continental et est dans la région climatique  Alsace, caractérisée par une pluviométrie faible, particulièrement en automne et en hiver, un été chaud et bien ensoleillé, une humidité de l’air basse au printemps et en été, des vents faibles et des brouillards fréquents en automne (25 à 30 jours).
Pour la période 1971-2000, la température annuelle moyenne est de 10,6 °C, avec une amplitude thermique annuelle de 17,9 °C. Le cumul annuel moyen de précipitations est de 651 mm, avec 8,4 jours de précipitations en janvier et 10,1 jours en juillet. Pour la période 1991-2020, la température moyenne annuelle observée sur la station météorologique de Météo-France la plus proche, « Strasbourg-Entzheim », sur la commune d'Entzheim à 7 km à vol d'oiseau, est de 11,4 °C et le cumul annuel moyen de précipitations est de 635,7 mm. 
La température maximale relevée sur cette station est de 38,9 °C, atteinte le 25 juillet 2019 ; la température minimale est de −23,6 °C, atteinte le 23 janvier 1942,,.
Les paramètres climatiques de la commune ont été estimés pour le milieu du siècle (2041-2070) selon différents scénarios d'émission de gaz à effet de serre à partir des nouvelles projections climatiques de référence DRIAS-2020. Ils sont consultables sur un site dédié publié par Météo-France en novembre 2022.

## Urbanisme

### Typologie
Au 1er janvier 2024, Ichtratzheim est catégorisée commune rurale à habitat dispersé, selon la nouvelle grille communale de densité à sept niveaux définie par l'Insee en 2022.
Elle est située hors unité urbaine. Par ailleurs la commune fait partie de l'aire d'attraction de Strasbourg (partie française), dont elle est une commune de la couronne,. Cette aire, qui regroupe 268 communes, est catégorisée dans les aires de 700 000 habitants ou plus (hors Paris),.

### Occupation des sols
L'occupation des sols de la commune, telle qu'elle ressort de la base de données européenne d’occupation biophysique des sols Corine Land Cover (CLC), est marquée par l'importance des territoires agricoles (62 % en 2018), une proportion sensiblement équivalente à celle de 1990 (61,6 %). La répartition détaillée en 2018 est la suivante : 
terres arables (60,9 %), forêts (29,4 %), zones urbanisées (8,6 %), zones agricoles hétérogènes (1,1 %). L'évolution de l’occupation des sols de la commune et de ses infrastructures peut être observée sur les différentes représentations cartographiques du territoire : la carte de Cassini (XVIIIe siècle), la carte d'état-major (1820-1866) et les cartes ou photos aériennes de l'IGN pour la période actuelle (1950 à aujourd'hui).

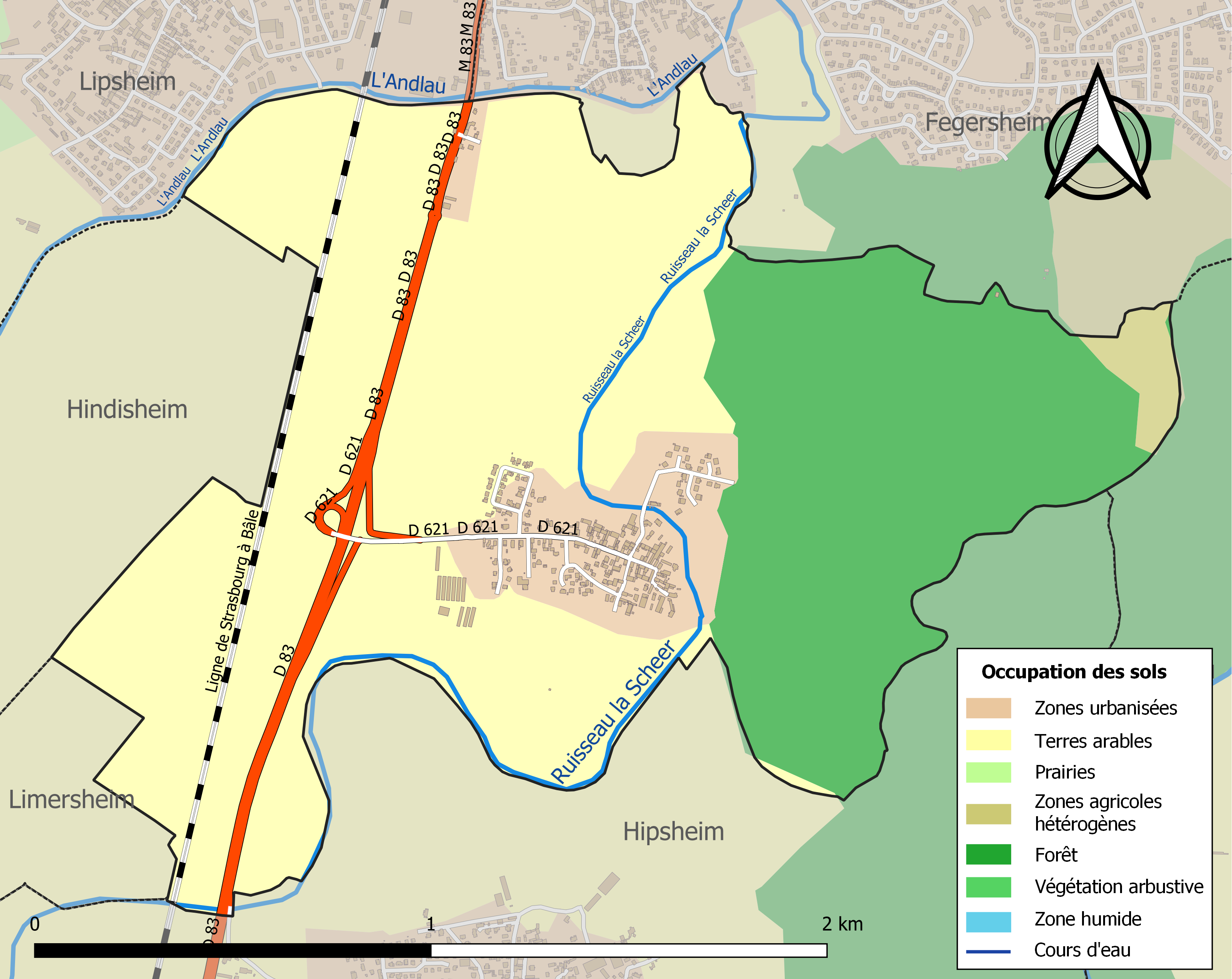
Carte des infrastructures et de l'occupation des sols de la commune en 2018 (CLC).

### Lieux-dits, hameaux et écarts
Ichtratzheim-Faubourg se situe au Nord de la commune et s'est développé au début du XXe siècle de part et d'autre de l'axe de circulation routier RN83 reliant historiquement Lyon à Strasbourg.
La principale rue du Faubourg se nomme toujours "Route de Lyon".
En lien avec le développement de l'automobile, une station de distribution de carburant et un garage y sont construits en 1951.
Le 26 janvier 2021, un réaménagement complet de l'axe de circulation traversant Ichtratzheim-Faubourg a été inauguré en présence de Jean Rottner, Président de la région Grand Est, de Frédéric Bierry, Président de la Collectivité Européenne d'Alsace et de Grégory Gilgenmann, Maire d'Ichtratzheim.
Lors de l'inauguration a été diffusé l'arrêté conjoint interdisant le transit de Poids Lourds sur la 83 entre Ebersheim et Fegersheim. Cet arrêté a permis de réduire de plus de 1200 Poids Lourds par jour la circulation qui traversait Ichtratzheim-Faubourg.

## Histoire
- La première trace de présence humaine à Ichtratzheim est identifié à l'âge de pierre, au néolithique ancien-moyen (-5 300 à –4 000). Une grande herminette plate en roche verte a été trouvée dans la zone « Oberfeld » et fait partie de la série d’une vingtaine d’outils retrouvés entre Ichtratzheim et Ebersheim sur le territoire de lœss de la terrasse d’Erstein. Cette découverte atteste du début de l’agriculture à Ichtratzheim.
- Présence d'un habitat de l'âge de bronze sur la commune (1000 à 900 ans av. J.-C.). Une dizaine de structures d’habitation, à savoir des fosses, un silo et deux fours à pierres chauffantes ont été découverts par les archéologues lors de fouilles dans un lotissement en 2011.
- Attestation de la présence de cultures sur la commune lors de la période romaine aux Ier et IIe siècles apr. J.-C.
- Présence d'une nécropole médiévale sur une période allant du VIIe au XIIe siècle. Cette dernière se compose d’une cinquantaine de tombes superposées, ce qui est exceptionnel et qui s’explique peut-être par la présence d’un édifice de culte à proximité. Les sépultures sont orientées est-ouest, les têtes étant dirigées vers l’ouest, comme le voulait la tradition de la fin du IVe siècle au début du Ve siècle. Toutes les tombes correspondent à des quadrilatères. La nécropole devait être délimitée par quelque chose qui n’a pas laissé de traces. Elle a dû être abandonnée au Xe siècle, moment où les paroisses apparaissent et où les tombes sont installées autour des églises.

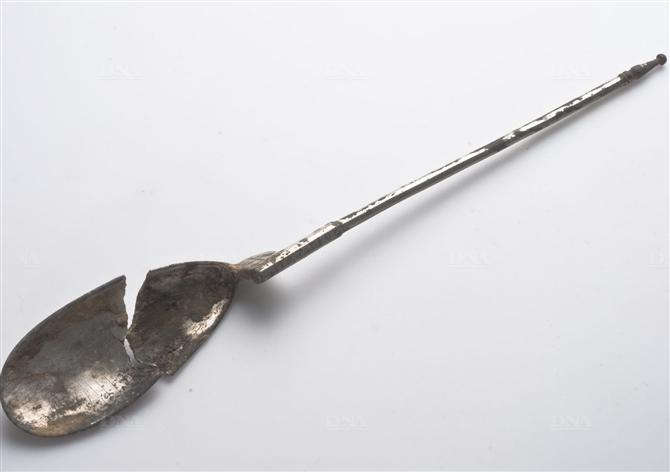
Cuillère en argent portant le nom de sa propriétaire Ibuda.

C'est dans cette nécropole qu'a été découverte Abuda, une riche aristocrate mérovingienne.
Il s'agit de la première sépulture de femme issue de l’élite mérovingienne dont on connaît le prénom mis au jour en Alsace. C'est aussi l’une des tombes les plus riches, voire la plus riche, connues actuellement dans cette région. La défunte portait un bracelet en argent, une bague en or ornée de deux feuilles centrales d’une valeur remarquable, qui confirme son appartenance à l’aristocratie mérovingienne, un anneau et une boucle de fer, une paire de fibules, un collier de perles, une ceinture à boucle, un peigne en mauvais état, une boule en cristal de roche sertie de bandelettes d’argent qui devait être suspendue à l’extrémité d’une cordelette attachée à une ceinture.
Autre trésor inestimable, une cuillère en argent qui a dû être fabriquée dans l’espace byzantin. Il en existe peu en France. Sur sa tige, précédé d’une croix grecque, figure en inscription latine le nom de Matthieu, un des quatre évangélistes. Les deux faces du curon (partie où sont déposés les aliments) ont été gravées de deux inscriptions runiques, une écriture très ancienne originaire de Scandinavie. Sur la face interne se trouve le terme de lapela, qui signifie cuillère. Fait exceptionnel, sur le revers, on trouve le prénom de la femme, Ibuda, à qui appartenait cet objet. Comme les autres défunts du site, elle a été inhumée dans un coffrage de bois.
Des offrandes alimentaires, un porcelet entier, une cuisse de porc, des côtes de castors, deux poulets, un brochet, étaient également disposées de l’autre côté de sa tombe. Un sceau de bois et un bassin en bronze s’y trouvaient aussi. La sépulture d’Ibuda devait certainement être surmontée d’un petit édifice, appelé une memoria, dont on a retrouvé les fondations. Il permettait à la famille d’entretenir la mémoire de la défunte. C’est la première découverte de ce type en Alsace.
- L'origine du nom d'Ichtratzheim provient d'une déformation de l'antroponyme germanique « Ic-Strad » (nom d'homme) et de l'allemand « Heim » (foyer).
- Village acheté au XIVe siècle par les évêques de Strasbourg aux landgraves d'Alsace.

### Héraldique
| Blason de Ichtratzheim | Blason  | D'azur aux trois aigles d'argent, becquées et membrées d'or.    |
| Blason de Ichtratzheim | Détails | Le blason du village reprend les armes de la famille Albertini. |

## Politique et administration

### Liste des maires
| Période                                  | Période                   | Identité                                          | Étiquette | Qualité |
| ---------------------------------------- | ------------------------- | ------------------------------------------------- | --------- | --- |
| 1953                                     | 1965                      | Louis Hamm                                        |           | |
| 1965                                     | 1971                      | Joseph Nuss                                       |           | Agriculteur |
| 1971                                     | 1995                      | André Sprauel                                     |           | Agriculteur |
| 1995                                     | 2014                      | Albertine Nuss                                    | UMP       | Suppléante du député Antoine Herth (2002-2007) |
| 2014                                     | En cours (au 31 mai 2020) | Grégory Gilgenmann Réélu pour le mandat 2020-2026 | SE        | Cadre du service public territorial spécialisé dans la maîtrise des risques industriels, environnementaux et la sécurité civile. Administrateur du Syndicat des Eaux et de l'Assainissement Alsace-Moselle. Conseiller communautaire et membre du bureau des maires. Président de l'association des maires du pays d'Erstein. |
| Les données manquantes sont à compléter. |                           |                                                   |           | |

### Politique de prévention et de sécurité
La commune d’Ichtratzheim commande son premier équipement de lutte contre les incendies en 1908 : une pompe à bras. Le corps des Sapeurs-Pompiers n’est pas encore créé, les villageois assurent eux-mêmes leur protection.
Le corps communal des sapeurs-pompiers créé en 1959 est départementalisé au début des années 2000; il devient une section. En 2013 la section fusionne avec celle d'Hipsheim puis en 2018 avec celle de Nordhouse. Le dépôt d'incendie construit en 1966 est réutilisé en dépôt technique communal.

### Politique de développement durable
Depuis 2015 la commune n'utilise plus de pesticides pour l'entretien des espaces publics. En parallèle, une gestion différenciée des espaces verts est mise en œuvre afin d'augmenter les espaces nécessaires pour favoriser le développement de la biodiversité.
La commune obtient en 2016 alors la distinction "Commune nature - 3 libellules", le niveau le plus élevé de ce dispositif mis en œuvre par la Région et l'Agence de l'Eau Rhin Meuse afin de protéger la ressource en eau. Ce niveau est maintenu jusqu'en 2023.
Depuis 2020, la commune est labellisée "Ville et village où il fait bon vivre" lors des classements annuels. En 2024, dans la catégorie des communes de moins de 500 habitants, Ichtratzheim se positionne en 1re place dans le Bas-Rhin et à la 18e place en France.
En 2023, la commune obtient la nouvelle distinction "Commune nature - 3 libellules- coup de cœur". Cette distinction d’exception a pour but de mettre à l’honneur les communes qui, au-delà de la démarche générale (récompensée par les niveaux 1, 2 ou 3 libellules), s’engagent pleinement dans des actions particulièrement ambitieuses pour améliorer la gestion des ressources en eau, la biodiversité ou la gestion de l’espace au regard des enjeux du territoire.
En 2024 un verger communal de la biodiversité est aménagé à l'entrée du village afin de favoriser la biodiversité et sensibiliser les habitants aux actions que chacun peut mettre en œuvre. La même année, l'étang de pêche est réaménagé avec des pentes douces favorisant les interactions terre-eau propices à la biodiversité.
La commune met en avant les Objectifs de Développement Durable de l'Organisation des Nations Unies (ONU) afin de promouvoir la prospérité tout en protégeant la planète et l'humanité.

## Démographie
L'évolution du nombre d'habitants est connue à travers les recensements de la population effectués dans la commune depuis 1793. Pour les communes de moins de 10 000 habitants, une enquête de recensement portant sur toute la population est réalisée tous les cinq ans, les populations de référence des années intermédiaires étant quant à elles estimées par interpolation ou extrapolation. Pour la commune, le premier recensement exhaustif entrant dans le cadre du nouveau dispositif a été réalisé en 2007.

En 2022, la commune comptait 389 habitants, en évolution de +26,3 % par rapport à 2016 (Bas-Rhin : +3,17 %, France hors Mayotte : +2,11 %).
| 1793 | 1800 | 1806 | 1821 | 1831 | 1836 | 1841 | 1846 | 1851 |
| ---- | ---- | ---- | ---- | ---- | ---- | ---- | ---- | ---- |
| 170  | 159  | 177  | 182  | 239  | 247  | 224  | 233  | 210  |

| 1856 | 1861 | 1866 | 1871 | 1875 | 1880 | 1885 | 1890 | 1895 |
| ---- | ---- | ---- | ---- | ---- | ---- | ---- | ---- | ---- |
| 221  | 203  | 217  | 221  | 239  | 255  | 252  | 245  | 222  |

| 1900 | 1905 | 1910 | 1921 | 1926 | 1931 | 1936 | 1946 | 1954 |
| ---- | ---- | ---- | ---- | ---- | ---- | ---- | ---- | ---- |
| 206  | 225  | 207  | 176  | 178  | 187  | 179  | 192  | 210  |

| 1962 | 1968 | 1975 | 1982 | 1990 | 1999 | 2006 | 2007 | 2012 |
| ---- | ---- | ---- | ---- | ---- | ---- | ---- | ---- | ---- |
| 221  | 206  | 286  | 295  | 280  | 282  | 292  | 293  | 270  |

| 2017 | 2022 | - | - | - | - | - | - | - |
| ---- | ---- | - | - | - | - | - | - | - |
| 327  | 389  | - | - | - | - | - | - | - |

Population légale pour 2007 : 293.

## Lieux et monuments
- Maison du XVIIIe siècle sur l'emplacement du château du XVIIe siècle, dont il reste la grange dîmière (portes et fenêtres Renaissance).
- Église Saint-Gall de 1835 et orgue de Stiehr de 1837.

## Personnalités liées à la commune
- L'archiduc Léopold (évêque de Strasbourg).